# The Star-Ledger
The Star-Ledger è il quotidiano più diffuso nello stato americano del New Jersey e ha sede a Newark. Appartiene allo stesso gruppo editoriale di The Jersey Journal di Jersey City, The Times di Trenton e Staten Island Advance, tutti di proprietà di Advance Publications.
Nel 2007, secondo quanto riferito, la circolazione giornaliera di The Star-Ledger era superiore a quella degli altri due maggiori quotidiani del New Jersey messi insieme. Negli ultimi anni ha subito un forte calo della tiratura cartacea, arrivando a 180.000 giornalieri nel 2013, poi a 114.000 "tirature cartacee pagate individualmente", che è il numero di copie acquistate in abbonamento o in edicola, nel 2015.

## Storia
Il Newark Daily Advertiser, fondato nel 1832, fu il primo quotidiano di Newark. Successivamente si è evoluto nel Newark Star-Eagle, di proprietà di quello che alla fine divenne Block Communications. Samuel Irving Newhouse, Sr. acquistò la Star-Eagle da Block nel 1939 e la fuse con Newark Ledger per diventare la Newark Star-Ledger. Il giornale lasciò poi cadere "Newark" dal nome negli anni '70, ma il quotidiano è ancora popolarmente chiamato Newark Star-Ledger da molti residenti del New Jersey.